# Port lotniczy Wientian-Wattay
Port lotniczy Wientian-Wattay (IATA: VTE, ICAO: VLVT) – międzynarodowy port lotniczy położony 3 km od Wientian. Jest największym portem lotniczym w Laosie.

## Linie lotnicze i połączenia[1]
| Linia lotnicza   | Kierunek |
| ---------------- | --- |
| 9 Air            | 1. Haikou 2. Ningbo |
| Air Busan        | 1. Pusan 2. Seul-Inczon |
| China Eastern    | 1. Nanning 2. Szanghaj |
| China Southern   | 1. Guangzhou |
| Hainan Airlines  | 1. Haikou |
| Jeju Air         | 1. Seul-Inczon |
| Jin Air          | 1. Seul-Inczon |
| Lao Airlines     | 1. Bangkok-Suvarnabhumi 2. Changsha 3. Changzhou 4. Cheongju 5. Czedżu 6. Guangzhou 7. Hanoi 8. Hangzhou 9. Louang Namtha 10. Luang Prabang 11. Muan 12. Pakxe 13. Phnom Penh 14. Phonsavan 15. Sam Neua 16. Savannakhet 17. Seul-Inczon Sezonowo: 1. Da Nang |
| Lao Skyway       | 1. Muang Xay 2. Phongsali |
| Scoot            | 1. Singapur-Changi |
| Thai AirAsia     | 1. Bangkok-Don Muang |
| Thai Airways     | 1. Bangkok-Suvarnabhumi |
| T'Way Airlines   | 1. Pusan 2. Seul-Inczon |
| VietJet Air      | 1. Ho Chi Minh |
| Vietnam Airlines | 1. Hanoi 2. Phnom Penh |